# Aleksandra Zych
Aleksandra Zych (* 28. Juli 1993 in Wałbrzych) ist eine polnische Handballspielerin, die dem Kader der polnischen Nationalmannschaft angehört.

## Karriere

### Im Verein
Zych begann das Handballspielen beim polnischen Verein MKS Victoria Świebodzice. Nachdem die Rückraumspielerin anschließend für SMS Gliwice gespielt hatte, schloss sie sich im Sommer 2012 dem polnischen Erstligisten Vistal Gdynia an. Mit Vistal Gdynia gewann sie 2017 die polnische Meisterschaft sowie 2014, 2015 und 2016 den polnischen Pokal.
Zych wechselte im Sommer 2018 zum französischen Erstligisten Metz Handball. Mit Metz gewann sie 2019 sowohl die französische Meisterschaft als auch den französischen Pokal. Weiterhin erreichte sie im selben Jahr das Final Four der EHF Champions League. In der Saison 2019/20 lief für den deutschen Bundesligisten Borussia Dortmund auf. In dieser Spielzeit warf sie 35 Tore. Daraufhin unterschrieb Zych einen Vertrag beim rumänischen Erstligisten CS Măgura Cisnădie. Ab dem Sommer 2021 stand sie beim Ligakonkurrenten CS Minaur Baia Mare unter Vertrag. Zwei Jahre später unterschrieb sie einen Vertrag beim polnischen Erstligisten MKS Zagłębie Lubin. Mit Zagłębie Lubin gewann sie 2024 sowohl die polnische Meisterschaft als auch den polnischen Pokal. Seit der Saison 2024/25 steht sie beim polnischen Erstligisten EKS Start Elbląg unter Vertrag.

### In der Nationalmannschaft
Zych lief für die polnische Jugend- und Juniorinnennationalmannschaft auf. Im März 2013 bestritt sie ihr erstes Länderspiel für die polnische A-Nationalmannschaft. Zych nahm mit Polen an der Europameisterschaft 2014, an der Weltmeisterschaft 2015, an der Weltmeisterschaft 2017, an der Europameisterschaft 2018  und an der Europameisterschaft 2020 teil.